# Томбукту (область)
Томбу́кту (фр. Tombouctou) — область (провинция) в Мали.
- Административный центр — город Томбукту.
- Другие крупные города — Гундам, Гурма-Рарус, Ниафунке.
- Площадь — 496 611 км², население — 681 691 человек (2009 год).

## География
На востоке граничит с областями Кидаль и Гао, на юге с Мопти, на западе и северо-западе с Мавританией, на северо-востоке с Алжиром, на юго-востоке с Буркина-Фасо.
Провинция Томбукту является самой крупной из малийских (и азавадских) провинций.
В провинции расположено несколько озёр (Тин-Даулим, Орай-Тигирикора).

## Административное деление

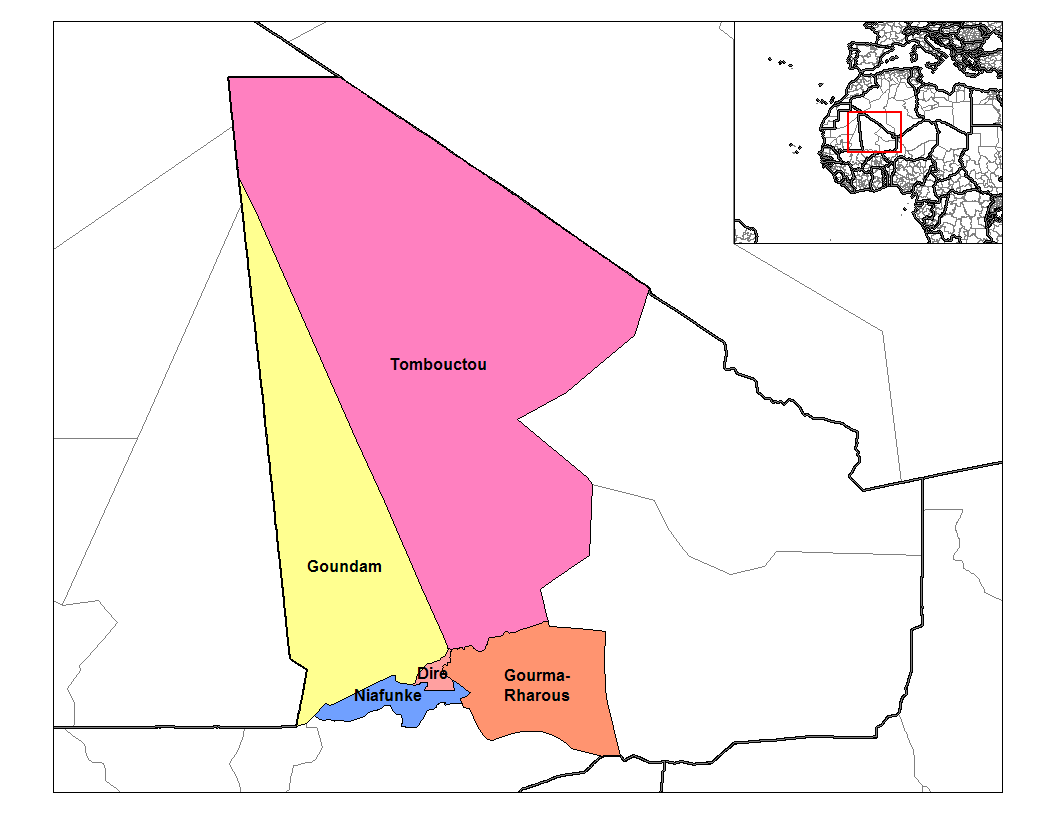
Административная карта Томбукту.

Административно подразделяется на 5 округов:
| Округ       | Площадь, км² | Население, чел. (2009) |
| ----------- | ------------ | ---------------------- |
| Ниафунке    | 11 000       | 184 285                |
| Дире        | 1 750        | 111 324                |
| Гундам      | 92 688       | 150 150                |
| Тимбукту    | 347 488      | 124 546                |
| Гурма-Рарус | 45 000       | 111 386                |